# Sant Joan de Foixà
L'església de Sant Joan és un edifici religiós del municipi de Foixà (Baix Empordà). És una obra inclosa en l'Inventari del Patrimoni Arquitectònic de Catalunya.

## Descripció
És una església d'una nau, capçalera semicircular i capelles laterals. la nau coberta amb volta apuntada-sense creuria- amb arcs torals de la mateixa forma; el presbiteri presenta creueria amb escultura a ma clau i impostes de les nerviacions. La decoració esculpida es repeteix a les impostes dels arcs torals i a la creueria del cor, amb temes de sants, animals i fullatge. Al frontis hi ha la portada, amb arquivoltes apuntades en degradació, llinda i timpà; frisos esculpit amb fullatge i amb personatges i animals fabulosos. Sobre la façana es dreça un cloquer d'espadanya i tota la part alta de l'edifici és sobre pujada per un terrabastall, antiga obra de fortificació. L'edifici és construït amb grans pedres desbastades i carreus escairats a les cantonades; els murs són coberts d'arrebossat.

## Història
Ja era citada el 1058 quan la comtessa Ermessenda de Barcelona la restitueix a Berenguer, bisbe de Girona. En aquest document és anomenat Sancti Johannis de Fusxano. En documents dels segles xiii i xiv és citada com a parroquial. El temple actual data majoritàriament del segle xvi, però s'hi conserva algun vestigi del temple que ja existia a mitjan segle xii. D'estil tardo-gòtic, és d'una nau, un absis semicircular (les seves dimensions en criden l'atenció) i capelles laterals. Probablement en la guerra dels remences el temple serví de fortificació doncs en la part alta del mur de migdia hi ha dues cartel·les que podien haver recolzat un matacà.

## Galeria

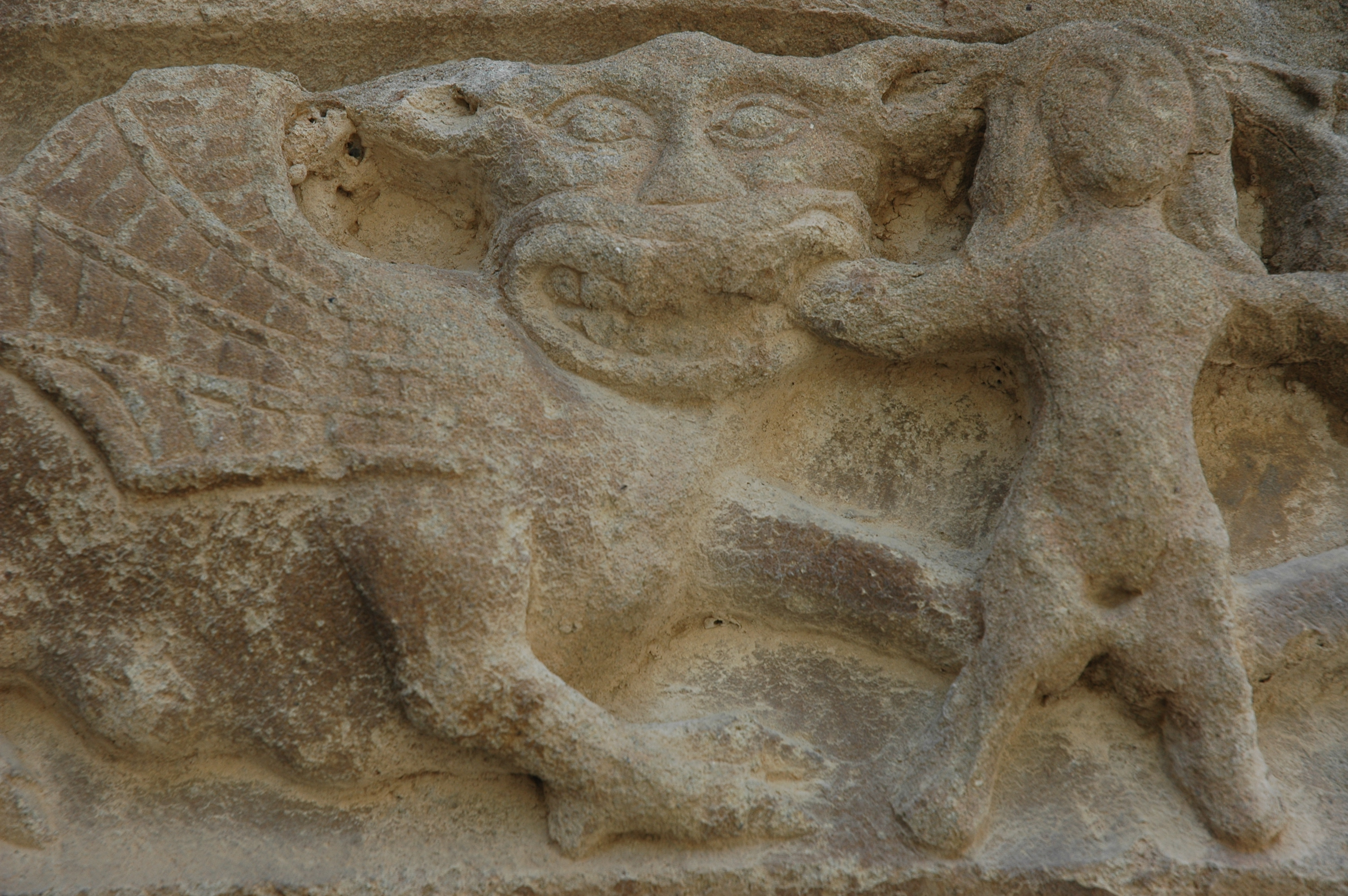
el monstre devorador
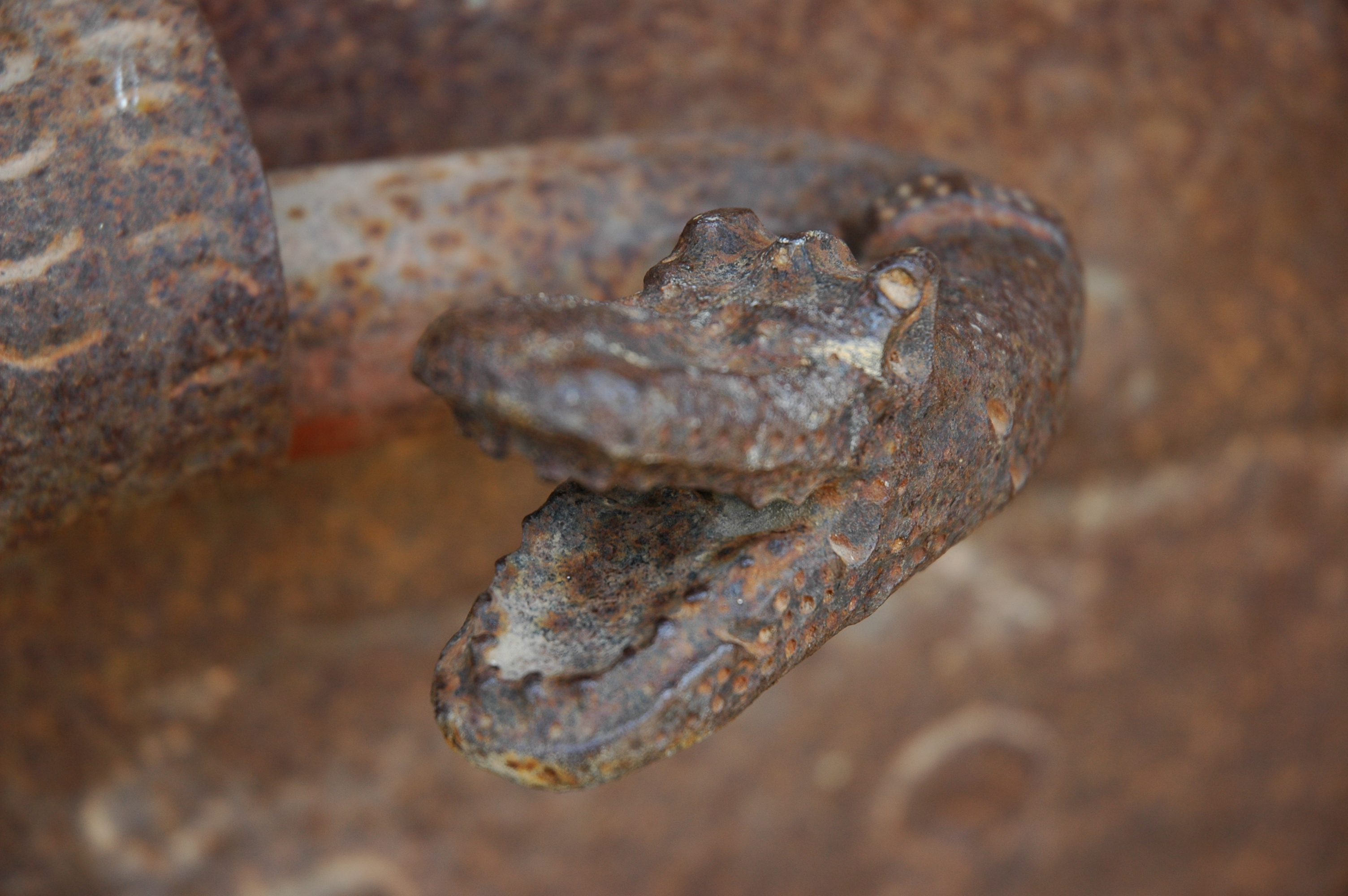
Forrellat en forma de serp
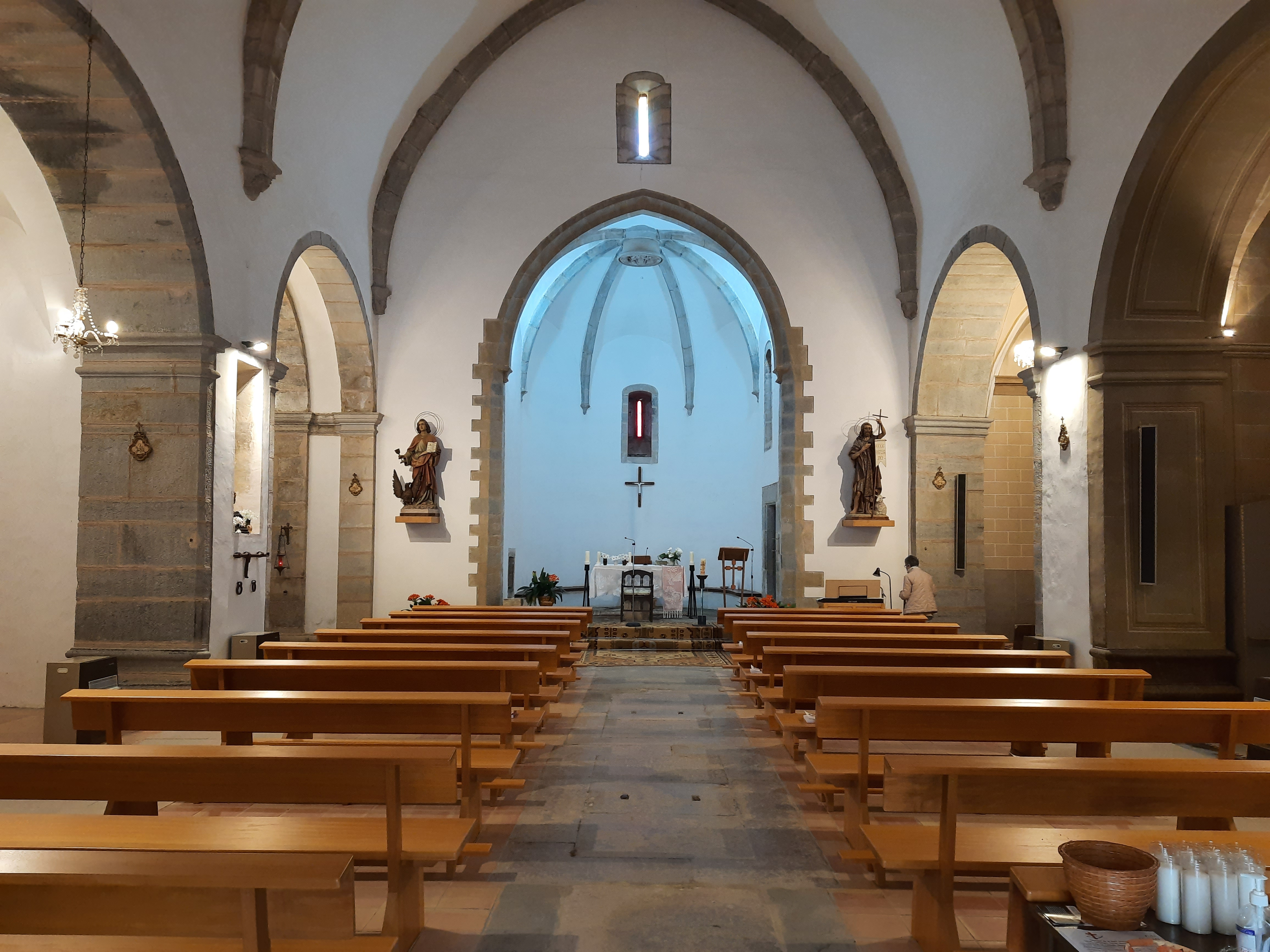
Interior